# Firewind
Firewind est un groupe de power metal grec. Il est formé en 1998 par le guitar hero Gus G. Cette même année, le groupe enregistre une démo du nom de Nocturnal Symphony, qui contient dix chansons et attire le label Leviathan Records. La formation reste inchangée pour la sortie du premier album studio du groupe, Between Heaven and Hell le 24 juin 2002. C'est avec de nouveaux membres, cependant, que Firewind commence l'enregistrement de Burning Earth, qui sortira le 17 novembre 2003.
Le 24 juillet 2006 sort Allegiance, le quatrième album de Firewind. À la fin de septembre 2009, le groupe entre en studio pour l'enregistrement du sixième album, Days of Defiance. Johan Nunez rejoint le groupe pour l'enregistrement de son septième album Few Against Many au studio Valve, en Grèce, à la fin de 2011. Le groupe publie son huitième album studio, intitulé Immortals, en 2017.

## Biographie

### Débuts (1998–2004)
Le groupe Firewind est formé en 1998 par le jeune Gus G. avec quelques amis aux États-Unis. Conscients du potentiel du guitariste, ils décident de tous miser sur son talent. Cette même année, le groupe enregistre une démo du nom de Nocturnal Symphony, qui contient dix chansons et attire le label Leviathan Records. Mais le groupe reste en suspens un moment car Gus s'attarde sur d'autres groupes tels que Dream Evil, Mystic Prophecy et Nightrage. Après la sortie des premiers albums des différents groupes, Gus se concentre sur Firewind, accompagné des membres originel, Stephen Fredrick au chant, Kostas Exarhakis à la basse, et Brian Harris à la batterie. La formation reste inchangée pour la sortie du premier album studio du groupe, Between Heaven and Hell le 24 juin 2002.
En 2003, Stian Kristoffersen et Petro Christodyolidis se joignent au groupe en remplaçant respectivement Brian Harris et Kostas Exarhakis. C'est avec ces nouveaux membres que Firewind commence l'enregistrement de Burning Earth, qui sortira le 17 novembre 2003. Durant la tournée au Japon, le chanteur (Frederick) décide de quitter le groupe. Il reviendra seulement pour quelques chansons de leurs deux premiers albums sur les dates aux États-Unis. Le remplaçant de Frederik est Christal « Chity » Somapala, et, durant la tournée Burning Earth, Bob Katsionis est engagé en tant que claviériste. En fin d'année, le groupe change de maison de disques.

### Forged by Fire(2005)
Quelques mois après la sortie de Forged by Fire, le 24 janvier 2005, Christal décide de se séparer du groupe pour des différences personnelles et musicales avec le reste du groupe. C'est l'heure pour le groupe de trouver un nouveau remplaçant, et Apollo Papathanasio lui succèdera au chant. Il est aussi annoncé que Stian Kristoffersen quitte également le groupe, Mark Cross lui succédant à la batterie. La raison de ce déchirement est que Gus voulait des membres grecs et que Firewind devienne leur première occupation. Ce dernier quitte donc ses autres groupes, Dream Evil, Mystic Prophecy, et Nightrage.

### AllegianceetThe Premonition(2006–2008)

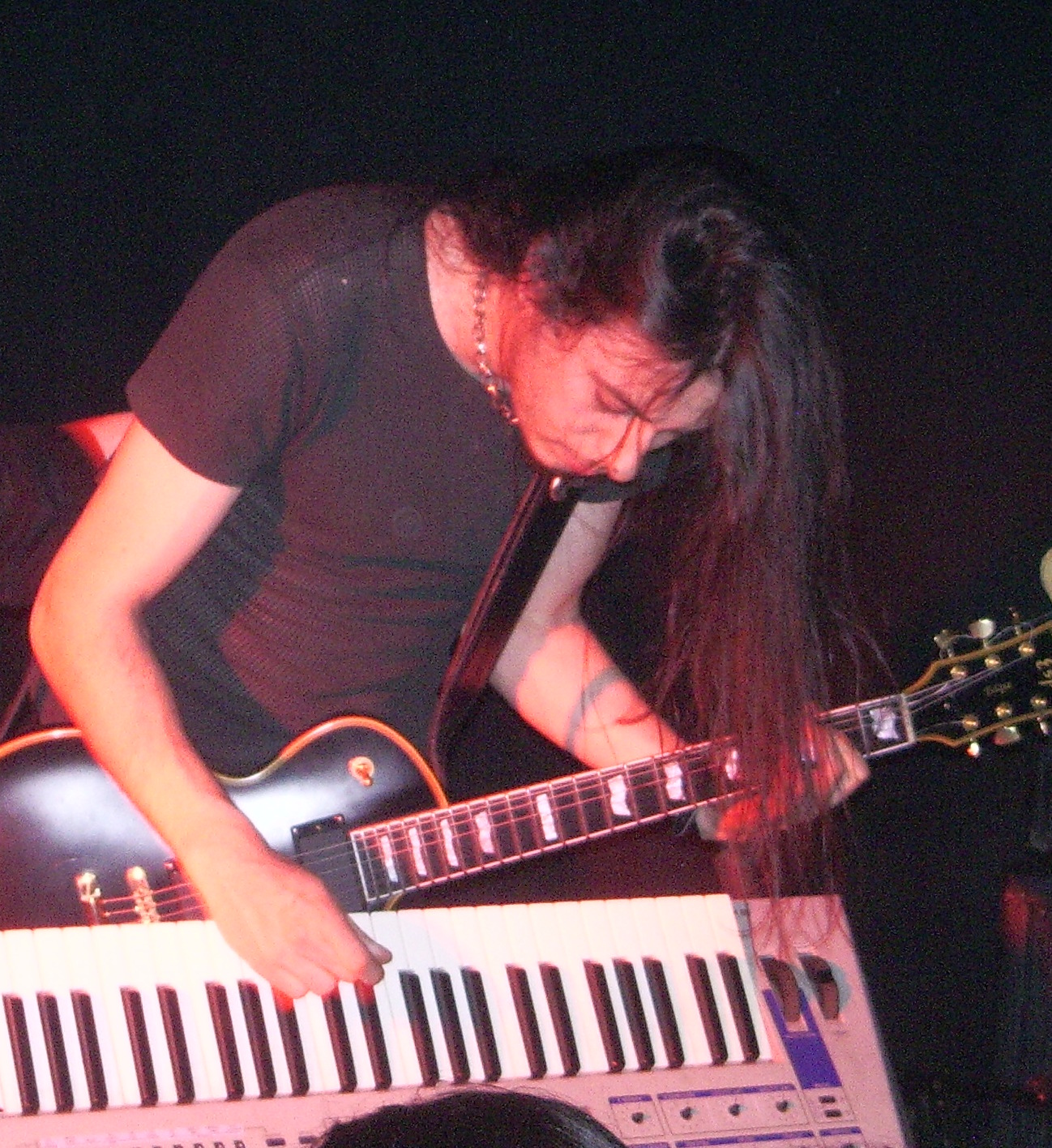
Bob Katsionis, en 2007.

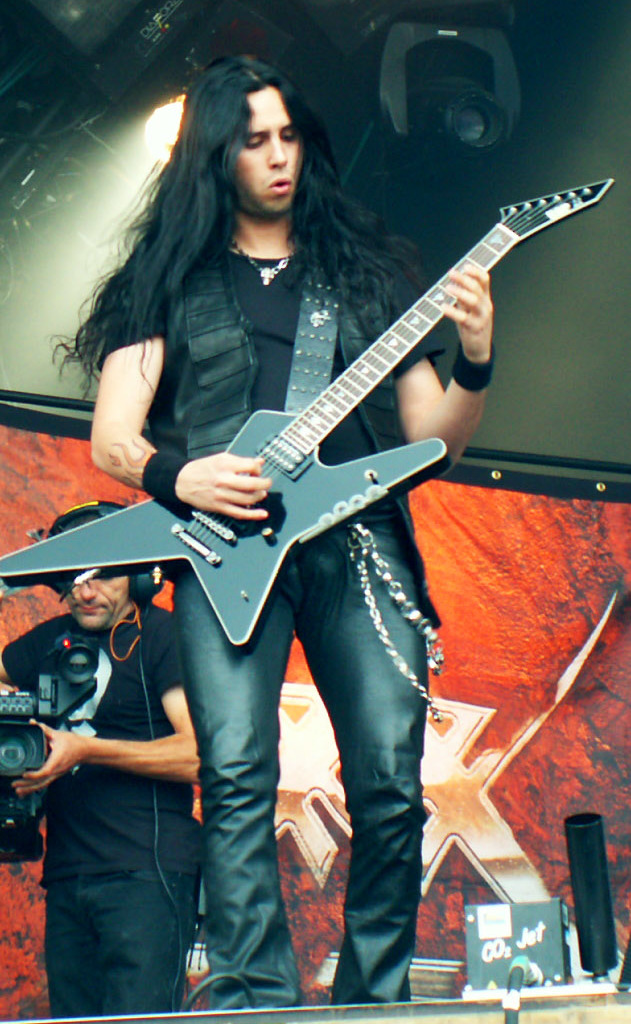
Gus G. sur scène au Hellfest 2011

Le 24 juillet 2006 sort Allegiance, le quatrième album de Firewind. Le groupe accompagnera en première partie de Dragonforce, en Angleterre, au Royaume-Uni et à La Locomotive, à Paris, en France, durant laquelle Gus G. se liera d'amitié avec le guitariste (et également guitar hero) Herman Li. La tournée 2006 et 2007 se termine à Copenhague, et au festival scandinave Prog Power le 10 novembre. En tout, Firewind aura fait près de 100 concerts, traversant deux fois la planète et passant par tous les continents.
Le groupe ira enregistrer, entre novembre et décembre 2007, le nouvel album The Premonition en Suède, aux côtés du producteur Fredrik Nordström, pour une sortie prévue le 25 mars 2008. Firewind tourne dans le monde entier, passant même par la Belgique (Graspop Metal Meeting) en juin 2008 et par la France (Élysée Montmartre). En novembre 2008 sort leur premier DVD, Live Premonition, enregistré à Thessalonique en Grèce. Accompagné de Stratovarius, Firewind fera le tour du Royaume-Uni du 8 au 20 mai 2009 et ajoutera à la setlist deux morceaux inédits, Losing Faith et Days of No Trust. Ces chansons ne sont pas confirmées comme réservées au prochain album.

### Days of Defiance(2009–2011)
À la fin de septembre 2009, le groupe entre en studio pour l'enregistrement du sixième album, Days of Defiance. Bien que le titre et la liste des titres n'aient pas été donnés, on sait déjà qu'il contiendra douze morceaux et deux instrumentaux.
La tournée mexicaine, initialement prévue pour le printemps, est annulée le 28 janvier 2010. Le 13 février, Marc Cross quitte le groupe pour raisons personnelles. Il est remplacé par Michael Ehré (Uli Jon Roth, Metalium, Kee Marcello, actuel batteur de Gammaray). Le 7 mai 2010, le groupe enregistre une reprise de la chanson Breakin the Law de Judas Priest pour le magazine Metal Hammer. Le 26 mai 2010, Firewind annonce le nom de leur nouvel album, Days of Defiance, et confirme Michael Ehre comme membre à temps plein, bien que Mark Cross ai enregistré toutes les parties de batterie sur l'album.
Le 6 août 2010, la date de sortie de l'album est annoncé pour octobre, et le single World on Fire pour le 16 septembre. Le week-end du 20-22 août, Gus G. apparaît dans l'émission radio Full Metal Jackie, où il dévoile le second single de l'album, Embrace the Sun. Près d'un an après la sortie de Days of Defiance, Firewind commence une tournée avec Mats Levén en remplacement d'Apollo absent de la tournée européenne et nord américaine. Gus.G annonce une tournée sud américaine (qui n'aura jamais lieu), puis une rentrée en studio pour la préparation du prochain album. Michael Ehré quitte le groupe durant la tournée, remplacé par Johan Nunez sur les dernières dates.

### Few Against Many(2012–2015)

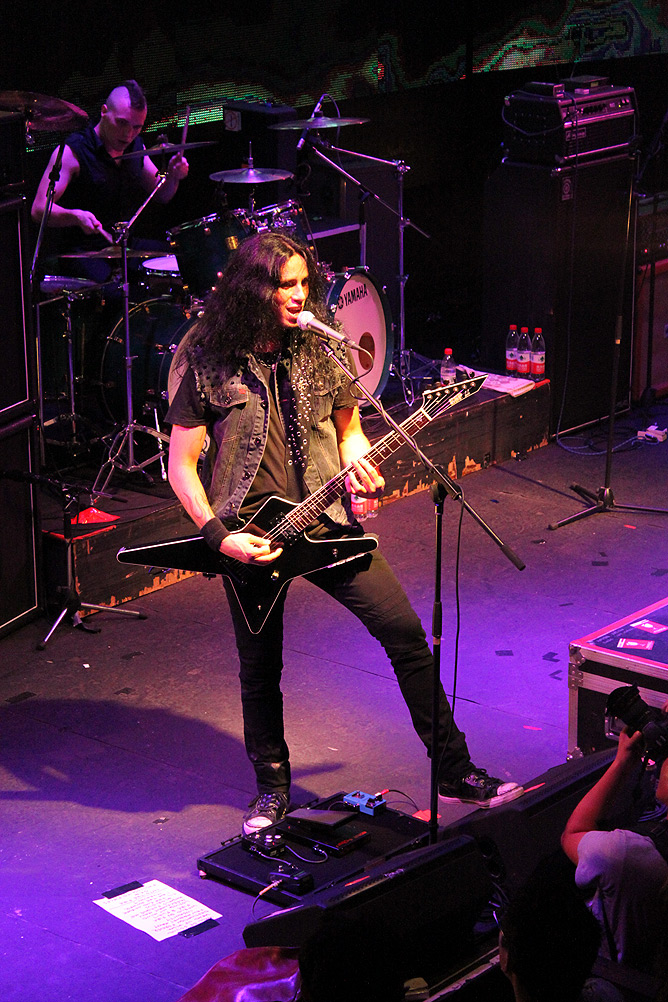
Gus G. sur scène à Shangaï, en 2012.

Johan Nunez rejoint le groupe pour l'enregistrement de son septième album Few Against Many au studio Valve, en Grèce, à la fin de 2011. Les deux premiers morceaux, Wall of Sound et Losing My Mind, sont dévoilés en avant-première lors des concerts. Le groupe est ensuite annoncé pour le Summer Breeze Festival et le festival Masters of Rock. Au début de 2012, Firewind et Century Media réitèrent leur engagement et annoncent le titre du nouvel album Few Against Many ainsi que sa date de sortie, le 21 mai pour l'Europe et le 22 mai pour les États-Unis. De plus, le second album du groupe, Buring Earth, est réédité le 15 février au Japon avec deux titres bonus. Sur la lancée des festivals, Firewind est annoncé au Download Festival en juin 2012.
Le 2 mai 2012, le premier single, Wall of Sound sort, accompagné du clip, regroupant des vidéos prises lors de différents lives. Le 5 septembre 2012, Firewind sort le second clip de l'album 'Edge of a Dream en featuring avec le groupe finlandais Apocalyptica. En septembre 2012, le groupe annonce quatre concerts pour fêter leurs dix ans d'existence en Grèce en décembre (à partir de la date de sortie de l'album Between Heaven and Hell). Les deux premiers concerts se déroulent à Thessalonique les 15 et 16 décembre, et les deux suivant, le 20 et 21 à Athènes. Le groupe offre une set list différente chaque soir. Les quatre concerts sont filmés et retravaillés pour le prochain live annoncé pour 2013. Le 15 janvier 2013, le chanteur, Apollo Papathenasio quitte le groupe car il ne peut plus suivre le calendrier de la tournée. Ce même jour, Firewind annonce Kelly Sundown Carpenter (Adagio, Beyond Twilight, Outworld, Darkology) comme remplaçant temporaire pour la tournée nord américaine de 2013. Dans une interview, Gus.G mentionne Kelly comme un chanteur fantastique. Kelly suivra le groupe lors de la fin de la tournée ainsi que les festivals d'été.

### Immortals(depuis 2016)
En juillet 2016, Firewind entre en studio pour l'enregistrement d'un nouvel album. En novembre 2016, le titre de l'album, Immortals, est annoncé ; il est terminé le 20 janvier 2017. Le 25 novembre 2016, le groupe publie le premier single de l'album, Hands of Time,.

## Membres

### membres actuels
- Gus G. – guitare solo, chœurs (depuis 1998), claviers, guitare rythmique (1998-2004)
- Petros Christodoulidis – basse, chœurs (depuis 2003)
- Bob Katsionis – claviers, guitare rythmique, chœurs (depuis 2004)
- Johan Nunez – batterie, chœurs (depuis 2011)

### Membres de tournée
- Kelly Sundown Carpenter – chant (depuis 2012)
- Matz Leven – chant (depuis 2011)

### Anciens membres
- Apollo Papathanasio - chant (2006–2012)
- Chitral Somapala - chant (2004-2006)
- Stephen Fredrick - chant (2002-2004)
- Brandon Pender - chant (1998)
- Kostas Exarhakis (Konstantine) - basse (2002-2003)
- Matt Scurfield - batterie (1998)
- Brian Harris - batterie (2002-2003)
- Stian Landis Kristoffersen - batterie (2003-2006)
- Mark Cross - batterie (2006-2010)
- Michael Ehré - batterie (2010-2011)

## Discographie

### Albums studio
- 2000 : Between Heaven and Hell
- 2003 : Burning Earth
- 2005 : Forged by Fire
- 2006 : Allegiance
- 2008 : The Premonition
- 2010 : Days of Defiance
- 2012 : Few Against Many
- 2017 : Immortals
- 2020 : Firewind

### Albums live
- 2008 : Live Premonition
- 2013 : Apotheosis - Live 2012[13]

### Compilations
- 2002 : Melody and Power
- 2008 : Century Media Records : Covering 20 Years of Extreme

### Démo
- 1998 : Nocturnal Symphony

### Singles
- 2008 : Falling to Pieces
- 2008 : Breaking the Silence
- 2008 : Mercenary Man
- 2010 : World on Fire
- 2011 : Embrace the Sun
- 2012 : Wall of Sound

## Vidéographie

### Clips
- 2003 : I am the Anger
- 2004 : The Fire and the Fury
- 2005 : Tyranny
- 2006 : Falling to Pieces, tiré de Allegiance, réalisé par Patric Ullaeus
- 2007 : Breaking the Silence, tiré de Allegiance, réalisé par Patric Ullaeus
- 2008 : Mercenary Man, tiré de The Premonition, réalisé par Patric Ullaeus
- 2008 : Head Up High
- 2010 : World on Fire, tiré de Days of Defiance, réalisé par Patric Ullaeus
- 2010 : Embrace the Sun, tiré de Days of Defiance, réalisé par Patric Ullaeus
- 2012 : Wall of Sound
- 2012 : Edge of a Dream (avec Apocalyptica)

### DVD
- 2008 : Live Premonition